# Sally Gunnell
Sally Jane Janet Gunnell OBE (Chigwell, Essex, 29 de julho de 1966) é uma antiga atleta britânica, campeã olímpica de 400 metros com barreiras.

## Carreira
Começou a sua carreira atlética como praticante de salto em comprimento e pentatlo, antes de passar se especializar na velocidade e nas barreiras. Foi em 100 metros barreiras que obteve a sua primeira importante vitória internacional, ao ganhar a final dos Jogos da Commonwealth de 1986. Seguidamente, enveredou pelos 400 m barreiras, prova em que obteve os maiores sucessos e reconhecimentos.
Nos Jogos Olímpicos de Barcelona, em 1992, venceu a final de 400 m barreuras, com o tempo de 53.23 s, tendo ainda integrado o quarteto britânico da estafeta 4 x 400 metros que arrecadou a medalha de bronze. No ano seguinte, em Estugarda, ganhou a medalha de ouro com a marca de 52.74 s, estabelecendo um novo recorde mundial que duraria até 1995.
Em 1996, Gunnell trabalhou como embaixadora da Cruz Vermelha em Angola. Em setembro de 1997, retirou-se das competições depois de uma prolongada e recorrente lesão no tendão de Aquiles.
Presentemente, vive em Steyning, nos arredores de Brighton. É casada e tem três filhos.